# سن هو لي
سن هو لي (هانغل: 이선호) هو عازف بيانو كوري الجنوبي، ولد في 13 يناير 1988 في سول في كوريا الجنوبية.